# Bobby Knight
Pour les articles homonymes, voir Knight.
Robert Montgomery « Bobby » Knight, né le 25 octobre 1940 à Massillon et mort le 1er novembre 2023,,, est un entraîneur de basket-ball américain.

## Biographie
Il est l'entraîneur des Hoosiers de l'Indiana de 1971 à 2000, puis des Texas Tech Red Raiders, l'équipe masculine de basket-ball de l'Université de Texas Tech, de 2001 à 2008. Il est l'un des entraîneurs ayant remporté le plus de victoires dans le championnat universitaire américain NCAA, et a dirigé l'équipe nationale américaine ayant remporté la médaille d'or aux Jeux olympiques d'été de 1984. Il est aussi connu pour les nombreux incidents médiatiques ayant émaillé sa carrière.
Le 4 février 2008, Bob Knight démissionne de son poste d'entraîneur des Red Raiders de Texas Tech. Son fils, Pat Knight, est immédiatement nommé entraîneur à sa place. Pat Knight explique que son père est fatigué d'entraîner et prêt à prendre sa retraite. Knight donne le poste à son fils en plein milieu de saison dans le but de lui permettre de s'accoutumer plus tôt au poste d'entraîneur, au lieu d'avoir à attendre la reprise des entraînements et le début de la prochaine saison en octobre. Pat était jusqu'alors l'assistant de son père. 
Le 28 février 2008, ESPN annonce que Bob Knight rejoindrait ses équipes de consultant en tant qu'analyste du basket NCAA et ce pour l'ensemble du tournoi final de basket ball NCAA.
Il soutient Donald Trump lors des primaires présidentielles du Parti républicain américain de 2016.